# San Agustín Tlaxiaca
San Agustín Tlaxiaca là một đô thị thuộc bang Hidalgo, México. Năm 2005, dân số của đô thị này là 27118 người.